# Armand-Nompar de Caumont, duca de la Force
Armand-Nompar de Caumont, marchese e II duca de La Force (La Force, 30 ottobre 1580 – La Force, 16 dicembre 1675), è stato un generale francese, Maresciallo di Francia sotto Luigi XIV.

## Biografia
Membro della nobile famiglia de Caumont, Armand de Caumont era figlio primogenito di Jacques Nompar de Caumont, militare ugonotto e I duca de La Froce nonché maresciallo di Francia sotto Luigi XIII, nipote di Armand de Gontaut-Biron, anch'egli maresciallo di Francia all'epoca di Enrico III. Sua madre era infatti Charlotte de Gontaut-Biron (1561-1635).
Il 26 dicembre 1610, divenne capitano delle guardie del corpo di Luigi XIII.
Il 19 marzo 1625, divenne maresciallo di campo, combattendo le guerre d'Italia e riuscendo a prendere le fortezze di Saluzzo, Villafranca e Pancale. In Lorena, combatté gli imperiali nella Battaglia di Raon.
Dal 1632 al 1637, fu maestro del guardaroba del re, funzione occupata prima di lui dal maresciallo conte di Chalais.
Fu presente agli assedi di Corbie (1636) e Fontarrabie (1638).
Alla morte di suo padre, ereditò il ducato-parìa de La Force, ed ottenne il bastone di maresciallo di Francia quello stesso anno, il 29 agosto 1652.
Deceduto senza un erede maschio ma alla straordinaria età di 95 anni, alla sua morte i suoi titoli ed i suoi beni passarono al fratello minore Henri.

## Matrimoni
Verso il 1600, sposò Jeanne de La Rochefaton, dama di Saveilles. Ebbe due figli: Jacques, morto senza discendenti nel 1661, e Charlotte, moglie del maresciallo de Turenne, morta anch'ella senza eredi.